# デニー・モイヤー
デニー・モイヤー（Denny Moyer、1939年8月8日 - 2010年6月30日）は、アメリカ合衆国の元プロボクサー。オレゴン州ポートランド出身。元世界ジュニアミドル級（スーパーウェルター級）チャンピオン。世界ジュニアミドル級の初代王者である。

## 来歴
アマ王者から1957年プロ入り。
世界ウェルター級王者ベニー・パレットをノンタイトルで破るなどキャリアを積み、1962年10月、新設された世界ジュニアミドル級王座をジョーイ・ギャンブラと争って判定勝ち、初代王者となる。1963年2月19日、ホノルルでスタンリー・ハーリントンを退け初防衛に成功。しかし同年4月29日、ラルフ・デュパスに敗れ無冠に。デュパスとのリターン・マッチにも敗れた。
その後はウェイトを上げ、1972年3月4日、無敵であったカルロス・モンソンの世界ミドル級王座に挑む。5回に右でダウンを奪われ、そのままKO負けで2階級制覇はならず。
その後もキャリアを継続、1975年までリングに上がった。

## 戦績
通算戦績：140戦98勝（25KO）37敗4引分け1NC